# Танок в Китаї

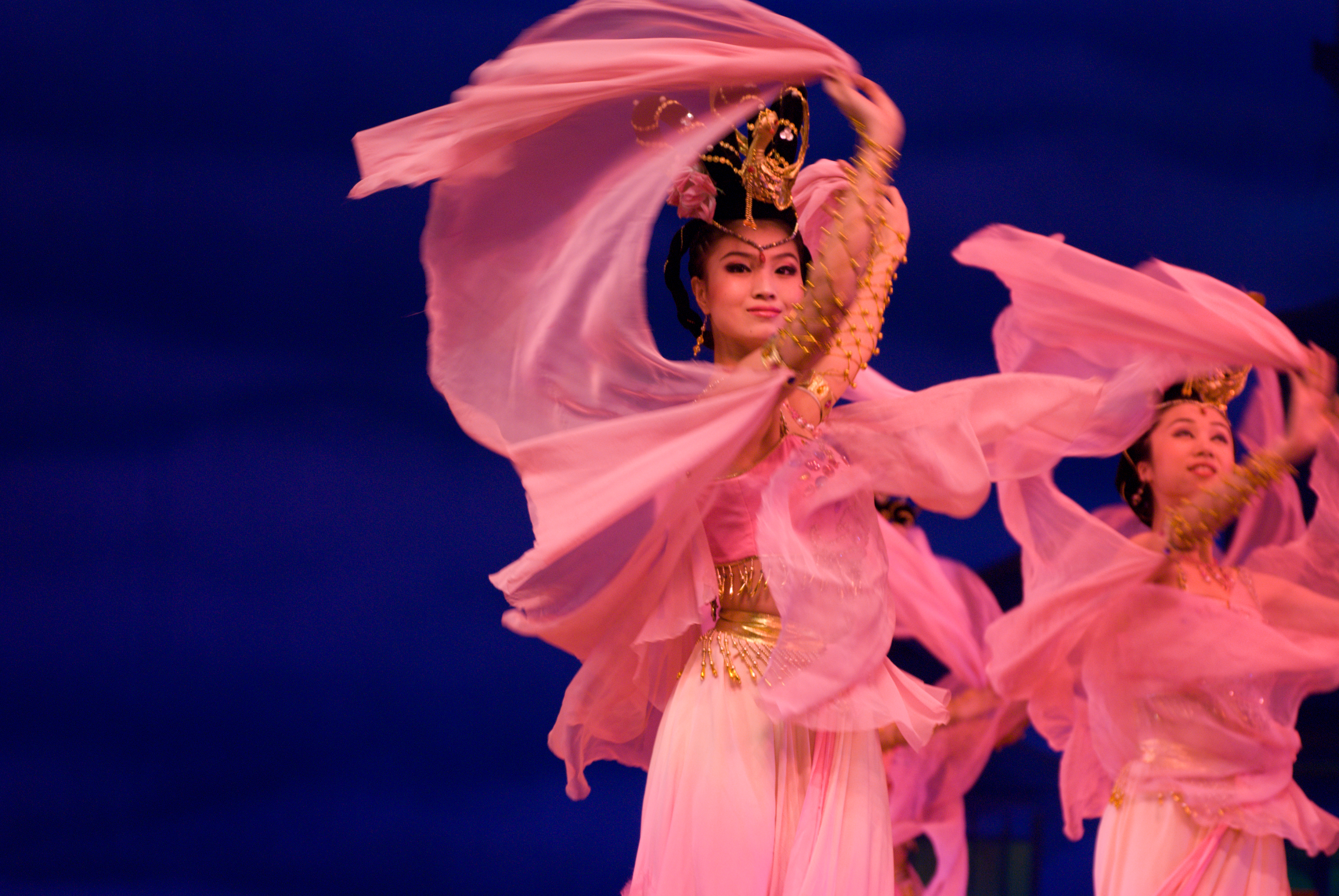
Китайський танок

Танок в Китаї — дуже різноманітний вид мистецтва, котрий складається з багатьох сучасних та традиційних танцювальних жанрів. Танці охоплюють широке коло жанрів, від народних танців до виступів в театрі опери та балету, і можуть демонструватися в загальних урочистостях, ритуалах та церемоніях. Офіційно в Китаї визнано 56 етнічних груп, і у кожної є свої народні танці. До найвідоміших танців відносяться танок дракона та танок лева.

## Історія

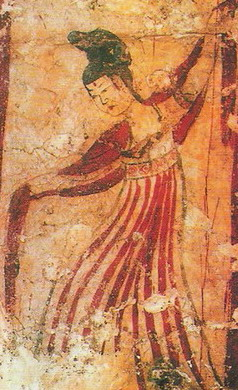
Танцівник династії Тан, котрий танцює з шалю, з фрески, відкопаної в Сіані.

Записана історія різноманітних форм танцю в Китаї достатньо прадавня. Ранній китайський ієрогліф «танцювати», написаний на ворожильних костях, уособлює танцівника, котрий тримає в руках бичачі хвости. Деякі сучасні китайські танці, такі як танці з довгими рукавами, були записані в ранніх періодах, як мінімум на початку династії Чжоу. Найбільш важливі танці раннього періоду були ритуальні та обрядові — яюе, що виконувались до династії Цин, але по сьогоднішній день вони збереглися тільки як частина Конфуціанських церемоній.
В Епоху шести династій (220—589 рр.) на китайські танці та музику сильно вплинула культура Центральної Азії. Мистецтво танцю досягло вершини в період правління династії Тан, танці цього періоду були дуже різноманітними, а танці центральної Азії були відомі самі по собі. В цей період було записана велика кількість танців, наприклад, нараховується понад 60 Великих композицій, великомасштабних придворних виступів династії Тан. Мистецтво танцю разом з тим іде на спад як окремий вид мистецтва в більш пізніх династіях, становлячись частиною китайської опери. Пізніше мистецтво танцю знову почало розвиватись, особливо швидкий розвиток йде в сучасній спільноті.

## Традиційний танець
Більшість народних танців мають багаторічну історію. Це можуть бути народні танці, або танці, котрі колись виконувались як ритуали або як спектаклі — деякі могли танцюватись при дворі. Серед найвідоміших китайських традиційних танців — танець дракона та танець лева, обидва з котрих відомі в більш ранніх династіях та різноманітних формах. Танець лева в сучасному виконанні близький до опису на початку династії Тан.

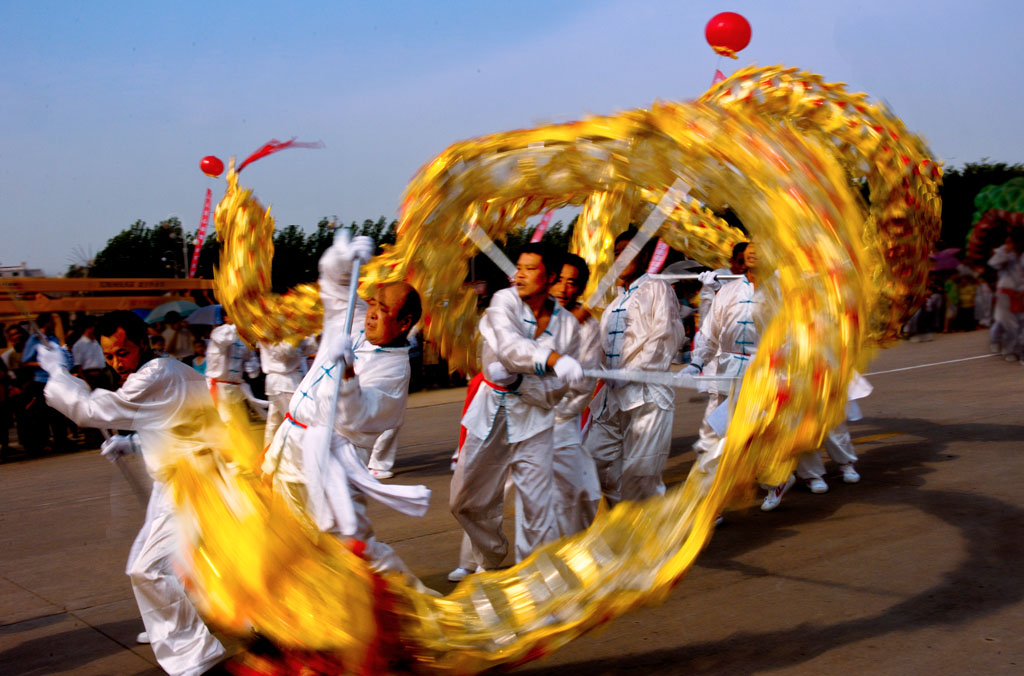
Танець дракона

В деяких з перших танців, записаних в Китаї, танцівники могли бути одягнуті як тварини та міфічні істоти. І під час династії Хань згадується кілька форм танцю дракона. Танці дракона династії Хань, проте не схожі на сучасні форми танцю. Оскільки китайський дракон асоціювався з дощем, танець дракона включав в себе ритуали викликання дощу. Крім того, танець з'явився в baixi, де виконавці зображували зеленого дракона, котрий грає на сопілці, та був частиною вистави, в якій риба перетворювалась в дракона. Сучасний танець дракона використовує полегшену конструкцію, якою керують за допомогою палиць близько десяти людей, рівномірно розташованих вздовж фігури дракона, але деякі форми дракона можуть бути дуже довгими та включати сотні виконавців. В Китаї нараховуються понад 700 різноманітних танців дракона.

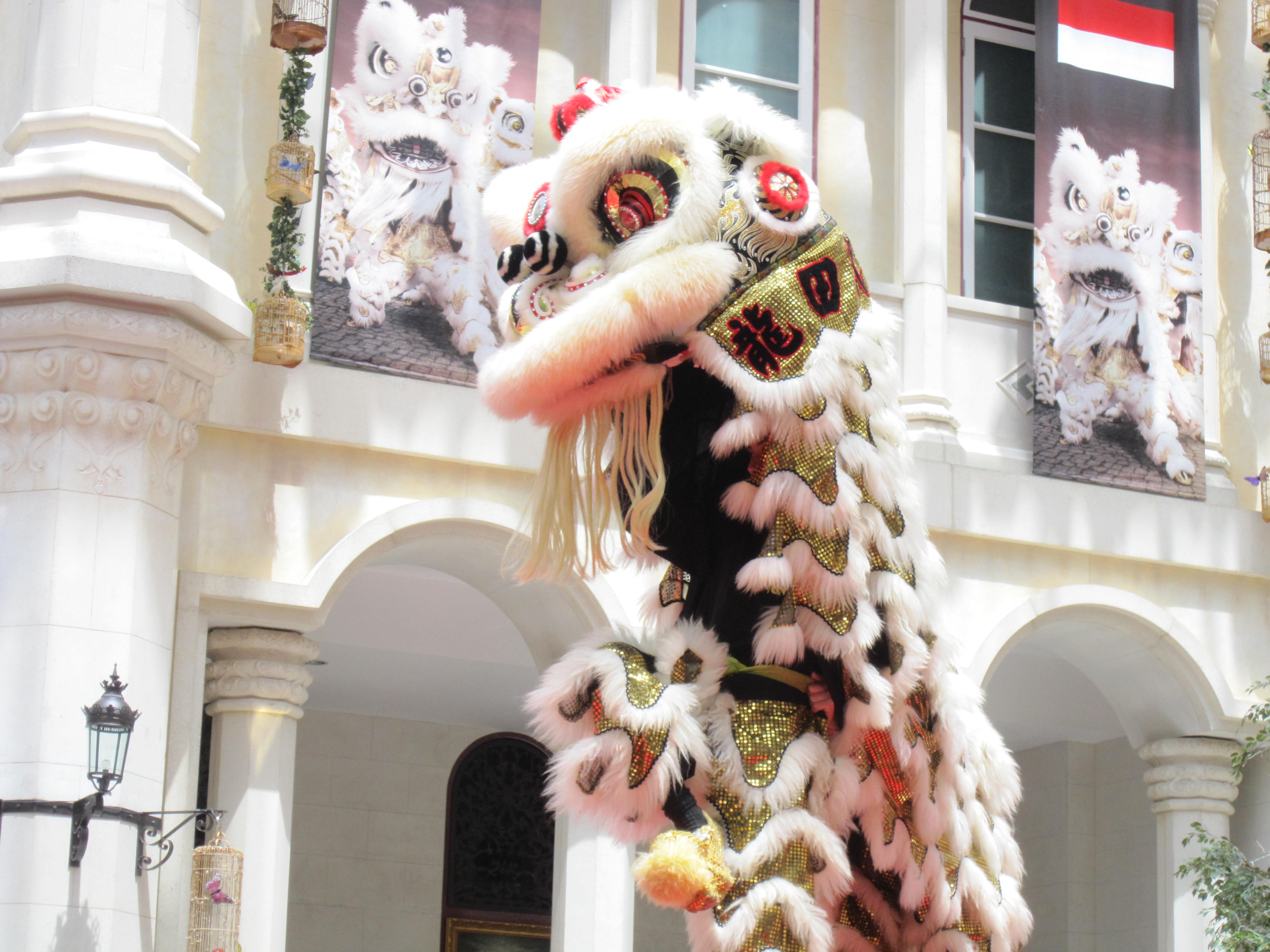
Танець Лева

Танець лева, як припускають, міг виникнути за межами Китаю, оскільки леви не живуть в цій країні, і китайське слово Ши (獅, лев), можливо, походить від перського šer. Детальний опис танцю лева з'явився під час династії Тан, і танець був визнаний запозиченим, але він міг існувати в Китаї ще в третьому столітті нашої ери. Схожі елементи танцю існують в Індії та Персії, та в період північних та південних династій він асоціювався з буддизмом. Версія танцю, що нагадувала сучасний танець лева, була описана поетом династії Тан Бай Juyi в поемі «Західні мистецтва Лян» (西凉伎), де танцівники одягнуті в костюм лева з дерев'яної голови, шовкового хвоста та волохатого тіла, очі покриті позолотою, зуби — сріблом, а вуха рухалися. Існують дві основні форми китайського танцю лева, Північний лев та Південний лев. Різновид танцю також зустрічається в Тибеті, де його називають танцем снігового лева.

### Народні танці Ханьців
Народні танці історично важливі в розвитку танцю в Китаї, деякі з перших танців, що виконували в придворних ритуалах та церемоніях, можливо, виникли від народних танців. Частина правителів цікавилася народними танцями, але деякі імператори намагалися заборонити їх.
Більшість народних танців мають відношення до збору врожаю та полювання, і з ними пов'язані древні боги. Наприклад, танець сузірь виконувався для того, аби було зібрано стільки насіння, скільки зірок на небі, а гарпурний танець був пов'язаний з Фу Сі, що згідно з міфологією дав ханьцям рибальські спорядження. Танець поля був пов'язаний з шень-нун, богом сільського господарства.

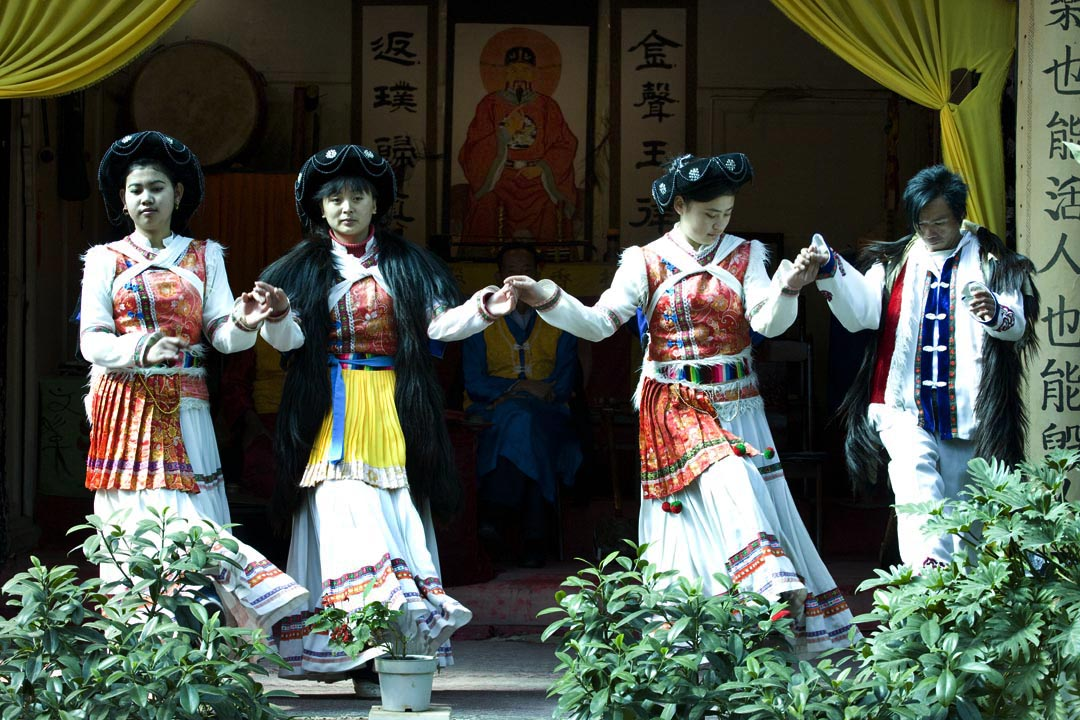
Народний танець одного з етнічних меншостей в Китаї.

### Народні танці етнічних меншин в Китаї
В Китаї є безліч етнічних малих груп, і в кожній є свої танці, що відображають їх культуру та образ життя.

### Танець в театрі

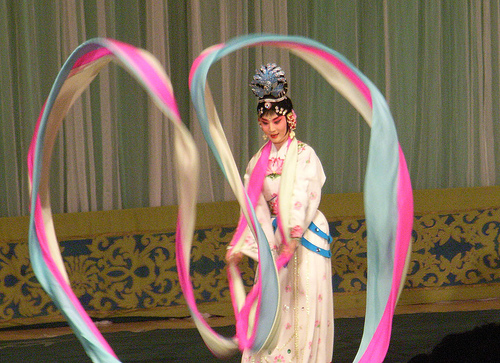
Танець як частина пекінської опери в виставі «Небесна Леді розкидає квіти» (天女散花).

В часи династії Сун у wazi, розважальних центрах, процвітали різноманітні театралізовані форми і почала розвиватися китайська опера. Танець все більше ставав її частиною. Такі танці, як «танець осудження» (舞判, він де танець Чжун Куя, 跳鐘馗), в династії Мін стали частиною вистави; пізніше в оперу влились — танець з мечами, танець з прапорами  (撲旗子). Китайська опера стала більш популярна в часи династії Юань.

### Ритуальний танець

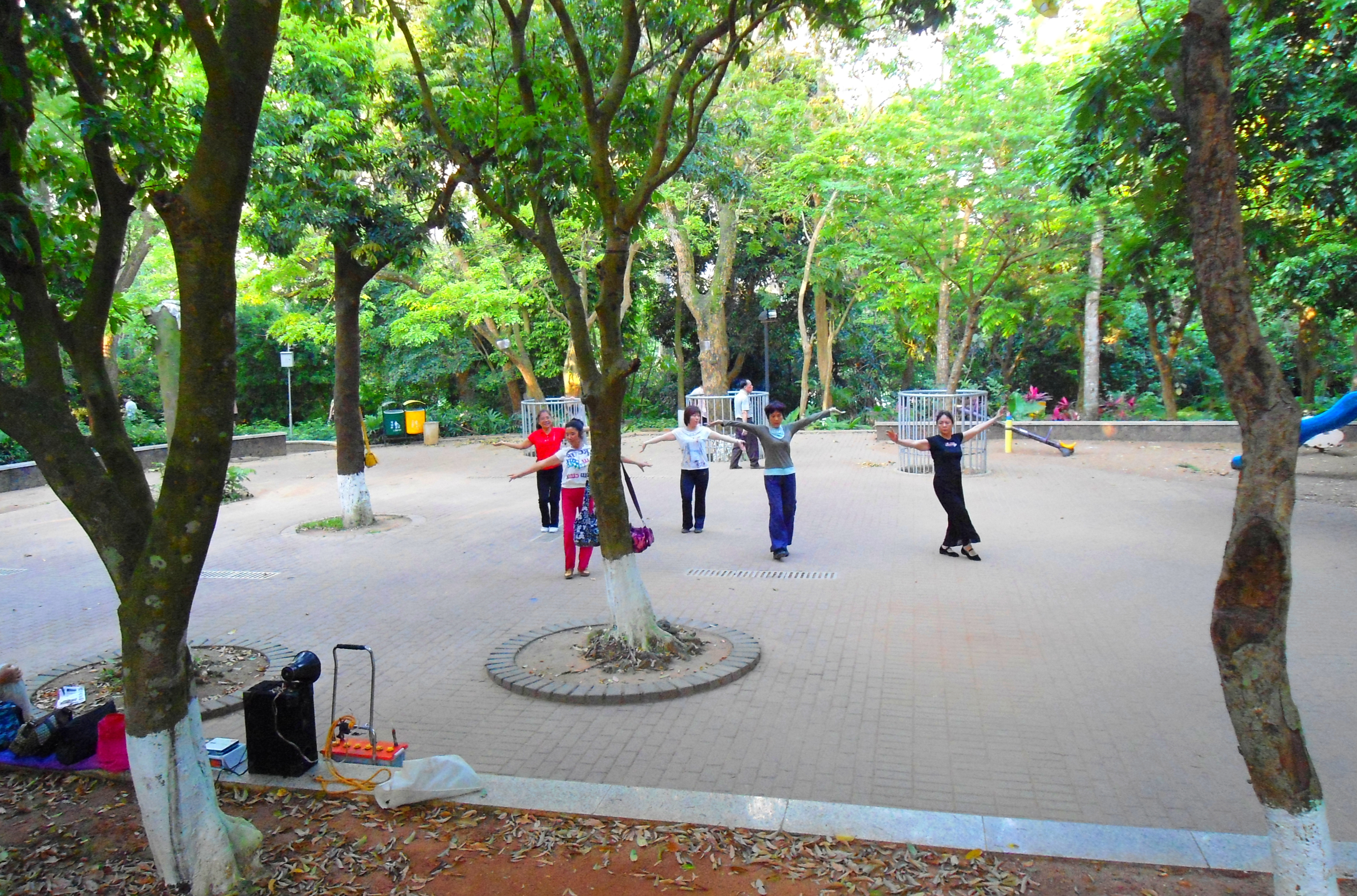
Танці в парку, як вправи

Найбільш ранні записи про танці в Китаї відносяться до ритуальних або церемоніальних, та лягли в основу прийнятої при палаці музики яює. Ці танці, в основному, зникли із сучасної ханьскої культури, хоча ритуальні танці досі зустрічаються в деяких народних традиціях та культурах етнічних меншин в Китаї.
- Йі (佾舞) — першопочатково придворний танець, що пізніше став частиною конфуціанської церемонії. Ряди танцівників, які виконують його, можуть тримати пір'я фазана та червоні сопілки або вони можуть тримати щит та сокиру (військовий танець). Традиція танцювати з такими речами, як пухове пір'я, сходить до династії Шан. Найбільш важлива церемонія проводиться з вісьмома рядами по вісім танцюристів (всього 64 танцюристи). Першочергово танець виконувався в конфуціанських храмах в шість рядів по шість осіб, оскільки версія з восьми рядами була дозволена лише при палаці, але пізніше заборона була знята внаслідок посмертного дарування Конфуцію звання. Сучасний варіант туристи можуть побачити в храмах Конфуція в Цюйфу. Цей танок також виконується в Тайвані та Кореї.
- Нуо (儺舞) — танець з масками, що виконується в Нуо опері або як обряд під час свят, для вигнання злих духів.
- Цам — тибетський буддистський танець.

### Танці як вправи
Згідно Анналам Люй Бувея, написаним під час правління імператора Яо, танець був створений як вправа для людей, аби зберегти здоров'я після затяжної сирої погоди. Традиційно деякі китайські танці також можуть мати зв'язок з бойовими мистецтвами, та використовуватися для відпрацювання бойових навичок, а також для фітнесу; деякі вправи в бойових мистецтвах, такому як Тайцзіцюань, схожі на хореографічні танці. В сучасному Китаї часто можна побачити людей, які використовують танець як форму тренування в парках.

## Сучасний танець

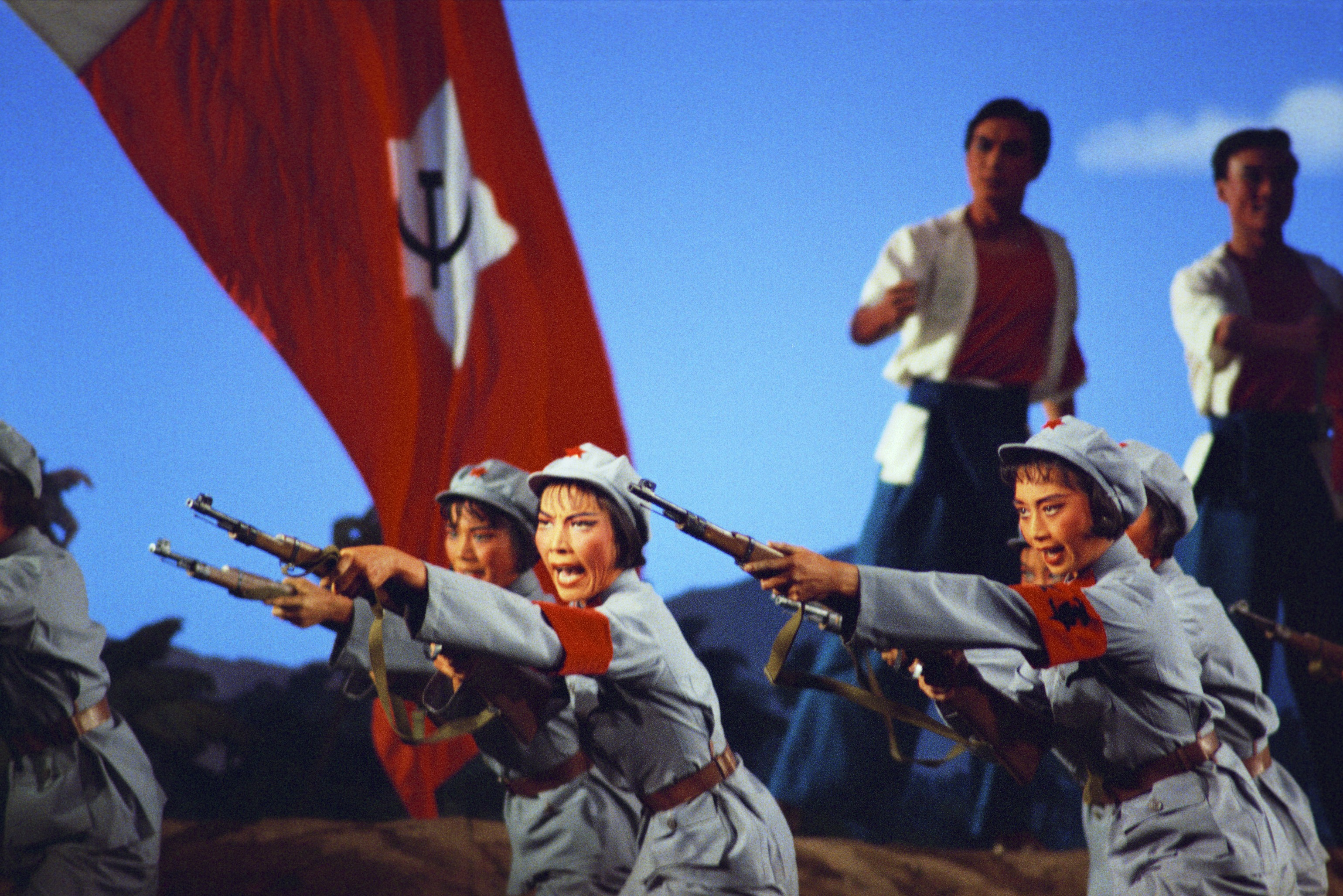
1972 рік: Червоний жіночий загін в Національному балеті Китаю.

### Балет

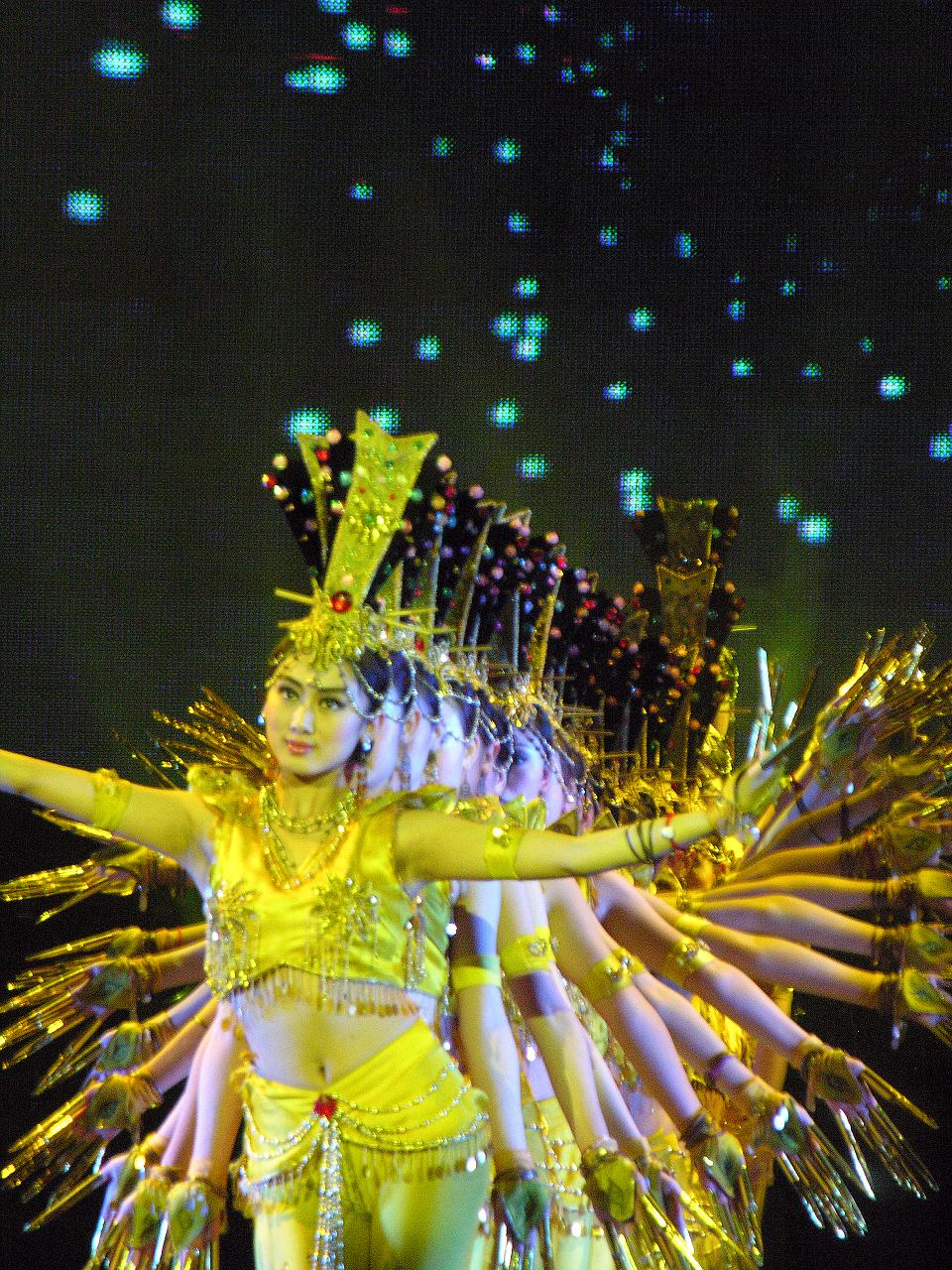
Сучасна хореографія на традиційні теми — це основна на зображеннях та скульптурі Тисячі рук Гуаньінь.

Перша балетна школа в Китаї, пекінська (Китайский національний балет), була створена в 1954 році Даі Аіліаном. Там викладає він сам та працюють деякі російські педагоги, в тому числі Петр Гусєв, який заснував російську систему навчання. Були поставлені такі балети як «Лебедине озеро» та «Ромео та Джульєтта». Національний балет Китаю був заснований в останній день 1959 року як Експериментальна балетна трупа пекінської танцювальної школи. Під час культурної революції під контролем мадам Мао, на перший план вийшла революційна модель драми, та репертуар зрештою був скорочений до двох ідеологічних балетів — «Червоний жіночий загін» та Сива дівчина. Після падіння «банди чотирьох» балетну трупу почали реформувати, вона знову стала виконувати класичні балети, а також розширила свій асортимент за рахунок включення більш сучасних балетів зі всього світу.

## Соціальні танці
Західні бальні танці стали відомі у XX столітті — до цього для чоловіків та жінок з успішних сімей було недоречно танцювати разом. У 1940-х роках вони були відомі в нічних клубах Шанхаю, і ранні лідери комуністів, наприклад, Мао Цзедун та Чжоу Еньлай, були також поціновувачами бальних танців радянського стилю. Бальні танці, проте пізніше, після культурної революції, були замінені на масові, такі як танець yangge. Знову бальні танці з'явились після лібералізації Китаю, та зараз часто зустрічаються в громадських парках як ранкові вправи.